# Ambas Bay
Ambas Bay är en vik i Kamerun.   Den ligger i regionen Sydvästra regionen, i den sydvästra delen av landet, 260 km väster om huvudstaden Yaoundé.